# St. Petersburg White Nights 2017
Die St. Petersburg White Nights 2017 im Badminton fanden vom 5. bis zum 9. Juli 2017 in Gattschina bei Sankt Petersburg statt.

## Sieger und Platzierte
| Disziplin    | Gold                                | Silber                                | Bronze                            |
| ------------ | ----------------------------------- | ------------------------------------- | --------------------------------- |
| Herreneinzel | Pablo Abián                         | Thomas Rouxel                         | Eetu Heino                        |
| Herreneinzel | Pablo Abián                         | Thomas Rouxel                         | Raul Must                         |
| Dameneinzel  | Evgeniya Kosetskaya                 | Neslihan Yiğit                        | Clara Azurmendi                   |
| Dameneinzel  | Evgeniya Kosetskaya                 | Neslihan Yiğit                        | Vaishnavi Reddy Jakka             |
| Herrendoppel | Mark Lamsfuß Marvin Seidel          | Konstantin Abramov Alexandr Zinchenko | Evgeny Dremin Denis Grachev       |
| Herrendoppel | Mark Lamsfuß Marvin Seidel          | Konstantin Abramov Alexandr Zinchenko | Georgii Karpov Mikhail Lavrikov   |
| Damendoppel  | Anastasia Chervyakova Olga Morozova | Delphine Delrue Léa Palermo           | Johanna Goliszewski Lara Käpplein |
| Damendoppel  | Anastasia Chervyakova Olga Morozova | Delphine Delrue Léa Palermo           | Linda Efler Isabel Herttrich      |
| Mixed        | Marvin Seidel Linda Efler           | Mark Lamsfuß Isabel Herttrich         | Bastian Kersaudy Léa Palermo      |
| Mixed        | Marvin Seidel Linda Efler           | Mark Lamsfuß Isabel Herttrich         | Alexandr Zinchenko Olga Morozova  |